# Daphnella hayesi
Daphnella hayesi é uma espécie de gastrópode do gênero Daphnella, pertencente à família Raphitomidae.